# عاصم الجحدري
عاصم الجحدري أحد قراء القرآن الكريم وراوي من رواة الحديث النبوي ، اسمه عاصم بن أبي الصباح العجاج وقيل ميمون أبو المجشر عاصم الجحدري البصري ، أخذ القراءة عرضا عن سليمان بن قتة عن عبد الله بن عباس وقرأ أيضاً على نصر بن عاصم ويحيى بن يعمر  ، وروى حروفا عن أبو بكر الصديق عن النبي صلى الله عليه وسلم ، قرأ عليه عرضا أبو المنذر سلام بن سليمان وعيسى بن عمر الثقفي وروى عنه الحروف أحمد بن موسى الؤلؤي وهيثم بن الشداخ والمعلي بن عيسى الوراق وهارون الأعور وسليمان بن سليمان .

## فضله
ورد عن عارم بن الفضل قال حدثنا حماد بن زيد عن خالد يعني الحذاء أنّ إياسا أجاز شهادة عاصم الجحدري وحده فقال الرجل تجيز علي شهادة رجل واحد قال فقال إنه عاصم إنه عاصم إنه عاصم.
وروي أنه لما مات عاصم الجحدري رآه رجل من أهله في المنام بعد موته بسنتين فقال له ألست قد مت ؟ قال بلى قال وأين أنت قال عاصم أنا والله في روضة من رياض الجنة أنا ونفر من أصحابي نجتمع كل ليلة جمعة وصبيحتها إلى أبى بكر بن عبد الله المزني نتلاقى أخباركم ، قال قلت له أجسامكم أم أرواحكم ؟ قال هيهات بليت الأجسام وإنما تتلاقى الأرواح ، قلت فهل تعلمون بزيارتنا إياكم ؟ قال نعلم بها عشية الجمعة ويوم الجمعة كله ويوم السبت إلى طلوع الشمس ، قلت وكيف ذلك دون الأيام كلها ؟ قال لشرف يوم الجمعة وعظمه.

## وفاته
توفي قبل الثلاثين ومائة وقيل ثمان وعشرين ومائة من الهجرة .